# Pancetta

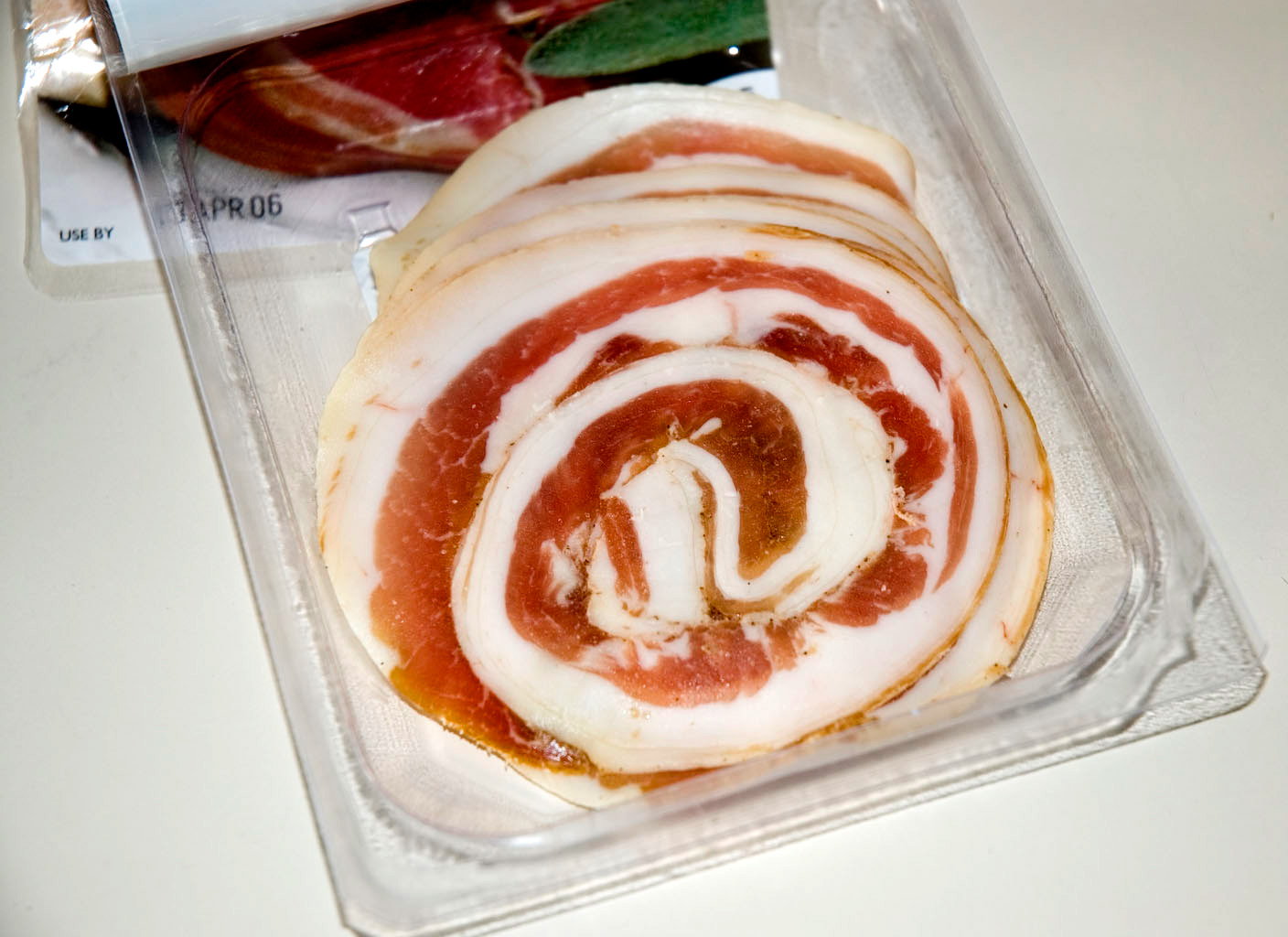
Pancetta arrotolata (gerollter Speck)

Pancetta ist eine italienische Variante des Bauchspecks vom Schwein. Er wird regional unterschiedlich mit Kräutern wie Rosmarin und Salbei gewürzt, gesalzen und luftgetrocknet, gelegentlich auch leicht geräuchert.
Die fetteren Stücke werden im Ganzen verarbeitet und vor allem als Kochzutat verwendet, so auch anstelle von Guanciale in Spaghetti Carbonara. Weniger fette Stücke werden gerollt und in Därme gefüllt. Diese Pancetta arrotolata wird auch als Aufschnitt serviert.
Durch seine Herstellungsweise ist Pancetta besonders mild, aromatisch und zart.